# Troisième Armée turque
La troisième armée turque est une armée de campagne de l'armée turque et est la plus grande armée du pays[réf. souhaitée].
Son quartier général a été déplacé d'Erzurum à Erzincan en 1967[réf. souhaitée].

## Histoire
Ses origines remontent officiellement à 1923, cependant elle est citée déjà auparavant lors de l'Inspection des troupes de la neuvième armée de 15 juin 1919, alors rebaptisée inspection de la troisième armée. Le général Ragıp Gümüşpala commande l'armée entre 1958 et 1960. À l'époque de l'Union soviétique, la troisième armée est stationnée à la frontière du Caucase pour contrer toute attaque soviétique par le district militaire transcaucasien. En 1973, l'armée, dont le quartier général est à Erzincan, se compose du 8e corps à Elazığ dont la 12e division d'infanterie (Turquie), aujourd'hui 12e brigade d'infanterie mécanisée à Ağrı, du 9e corps à Erzurum dont la 9e division d'infanterie à Sarıkamış qui était actif jusqu'en 1996 au moins et du 11e corps à Trabzon.
Après 1974-1975 et l'invasion turque de Chypre, le quartier général du 11e corps est transféré à Chypre du Nord.
À la suite de la dissolution du pacte de Varsovie et de l'Union soviétique, l'état-major décide d'envoyer 120 000 hommes de la Troisième armée à la frontière avec l'Irak. L'objectif est d'endiguer tout risque de crise possible dans la région (comme pendant la guerre du golfe Persique et la guerre en Irak ). La plupart des brigades blindées, mécanisées et commandos sont situées dans la région centrale afin d'agir rapidement dans n'importe quel scénario autour des frontières de la Turquie. Aujourd'hui, l'armée garnit les frontières turques avec l'Arménie et la Géorgie.
Quelque 300 hommes de la 3e armée servent aux côtés des troupes des Nations unies en Somalie (UNITAF/ ONUSOM II). En outre, le général de corps d'armée Cevik Bir, qui commandait auparavant la 4e brigade blindée de l'armée, est devenu commandant de la force de l'ONUSOM II (1992-1995).

## Ordre de bataille, 1941

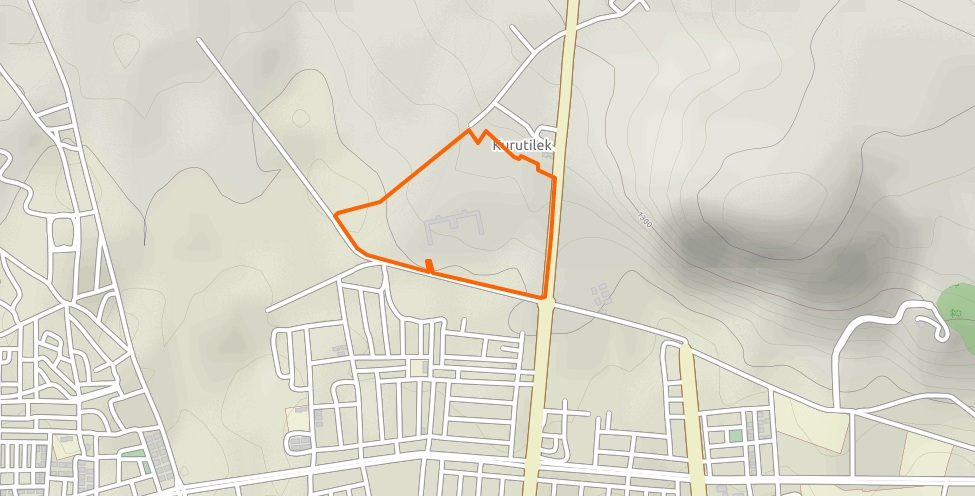
Zone résidentielle du 3e commandement de l'armée, province d'Erzincan.

En juin 1941, la Troisième Armée est organisée comme suit : 
- Zone Est
  - IX Corps ( Sarıkamış )
  - Commandement de la zone fortifiée d'Erzurum
  - VIII Corps ( Merzifon )
  - VII Corps ( Diyarbakır )
  - XVIII Corps ( Kars )
  - Commandement de la zone fortifiée de Kars